# Route F35
Pour les articles homonymes, voir F35 et Route 35.
La route F35 (Þjóðvegur F35) ou Kjalvegur est la deuxième grande piste connue traversant les hautes terres d'Islande, l'autre étant la route F26. Le préfixe « F » signifie Fjallvegir, « route de montagne », en islandais. La route route F35 est parfois appelée Kjölur du nom de la région qu'elle traverse.

## Histoire
On pense que la route était connue depuis le commencement de la colonisation en Islande. Le Kjalvegur, l'ancienne piste, est situé à l'ouest de la piste actuelle. Les randonneurs et les gens qui font du trekking comme ceux qui voyagent à cheval le préfèrent encore. La piste est restée oubliée pendant cent ans environ, après que plusieurs paysans y périrent dans une tempête de neige en 1780 avec leurs chevaux et leurs moutons (au lieu appelé aujourd'hui Beinahóll, « la colline des os »). À la fin du XIXe siècle, elle fut redécouverte et marquée de nouveau.

## Trajet

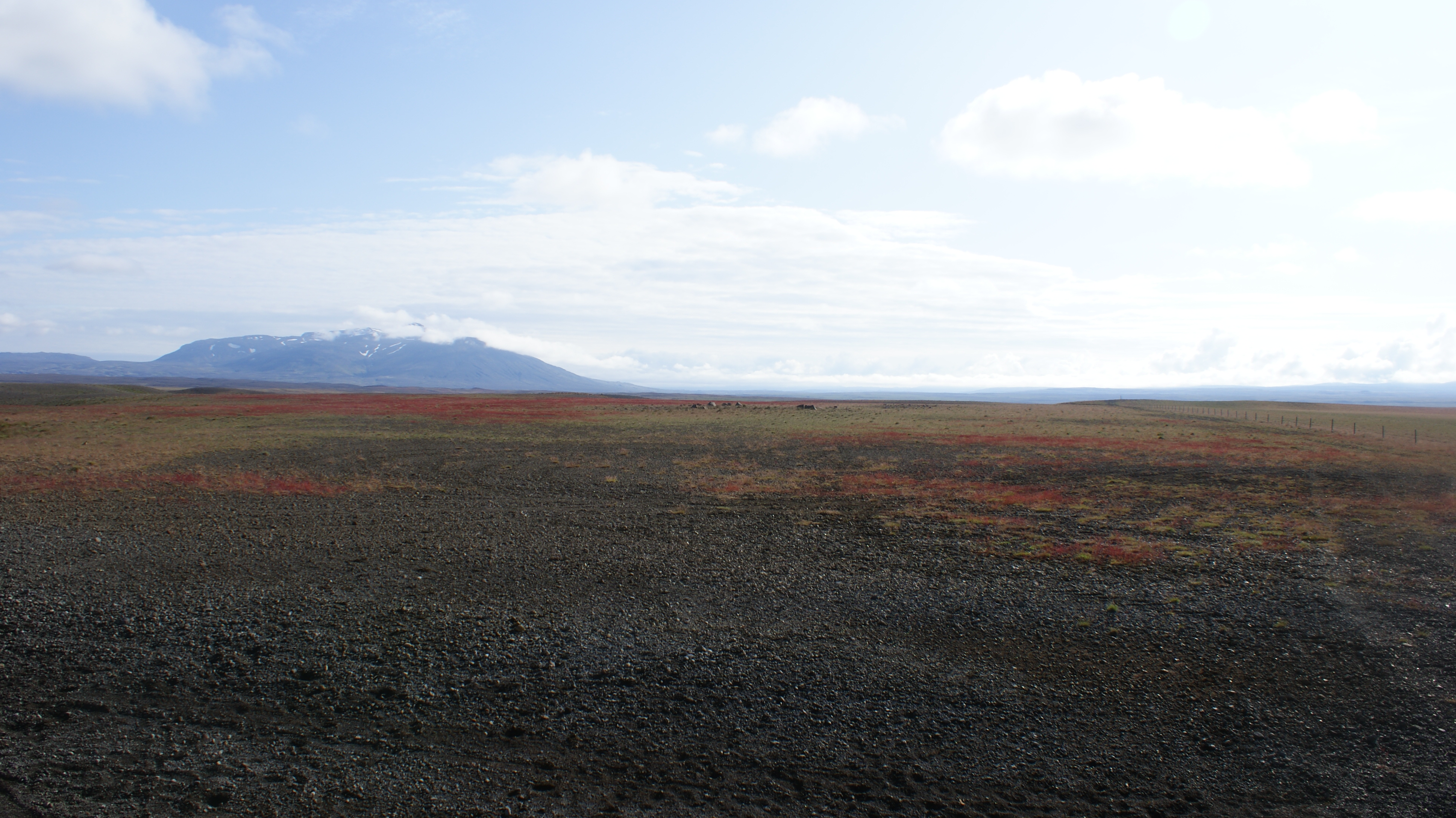
Paysage le long de la route F35.

La route commence à quelques kilomètres au nord de la Haukadalur avec ses geysers et juste derrière la chute Gullfoss. Après 130 km environ, elle rejoint la route 1 près de Blönduós dans le nord de l'île.
Aujourd'hui, les touristes apprécient cette route, d'autant plus qu'il n'est plus nécessaire de traverser les fleuves à gué. On peut faire un arrêt à Hveravellir, le lieu des sources chaudes. À une trentaine de kilomètres au sud de Hveravellir, une bifurcation mène aux montagnes volcaniques des Kerlingarfjöll, qui se dressent au nord-est de la piste.
- Route 35
- - F336 vers Langjökull
- Refuge de Hveravellir
- Lac de Blöndulón
- Route 732 - vers Route 1